# The Last Mile (pel·lícula de 1932)
The Last Mile és una pel·lícula en blanc i negre que es va estrenar el 17 d'agost de 1932. Està basada en l'obra teatral homònima del 1930 escrita per John Wexley, la qual va ser interpretada per Spencer Tracy en l'estrena a Broadway i per Clark Gable en l'estrena a Los Angeles. Va ser dirigida per Sam Bischoff i els actors principals van ser Richard Walters, Preston Foster i Alan Roscoe. El 1959 es va rodar una nova versió de la mateixa obra protagonitzada per Mickey Rooney. Traduïda al castellà amb el títol "La casa de los muertos".

## Repartiment
- Howard Phillips (Richard "Dick" Walters, cel·la 5)
- Preston Foster (John "Killer" Mears, cel·la 4)
- George E. Stone (Joe Berg, cel·la 1)
- Noel Madison (D'Amoro, cel·la 6)
- Alan Roscoe (Kirby, cel·la 7)
- Paul Fix (Eddie Werner, cel·la 8)
- Al Hill (Fred Mayer, cel·la 3)
- Daniel L. Haynes (Sonny Jackson, cel·la 2)
- Frank Sheridan (Alcaid Frank Lewis)
- Alec B. Francis (Pare O'Connor)
- Edward Van Sloan (Rabbi)
- Louise Carter (Mrs. Walters)
- Ralph Theodore (Pat Callahan)
- Jack Kennedy (Mike O'Flaherty, guàrdia)
- Albert J. Smith (Drake, guàrdia)
- William Scott (Peddie, guàrdia)
- Kenneth MacDonald (Harris, guàrdia)
- Walter Walker (Governador Blaine)

## Argument
Richard Walters és trobat culpable de l'assassinat del seu soci, tot i clamar per la seva innocència. Walters havia disparat accidentalment contra el seu soci durant una baralla amb uns atracadorsque intentaven robar en una betzinera. Malauradament, evidències circumstancials feien que l'homicidi semblés com a conseqüència d'una baralla entre ells dos. Ingressa al corredor de la mort i poc després és testimoni de la preparació de l'execució d'un d'ells, Joe Berg. El dia que ha de ser executat, el reu "Killer” Mears s'apodera de la pistola d'un guàrdia, assumeix el control del bloc de cel·les, allibera els altres presos i pren ostatges. A través del telèfon de la presó, Mears reclama un cotxe i quatre hores per fugir, sinó matarà els ostatges inclòs el germà de l'alcaid de la presó. Mentrestant els amics de Walters, fora de la presó intenten trobar evidències de la seva innocència. A dins es produeix una lluita acarnissada en la qual la majoria d'ostatges i presoners moren, i en la que Walters queda greument ferit. Mears s'assabenta que han trobat evidències que Walters és innocent i es deixa abatre. Walters es recupera i és perdonat.